# Андрєея скельна
Андрєея скельна (Andreaea rupestris) — вид мохів порядку андрєеальних (Andreaeales).

## Поширення
Батьківщиною є Європа, Африка, Північна Америка, Північна Америка, Азія, Австралія, Нова Зеландія.
Цей вид утворює подушки на нейтральних або кислих валунах, плитах, скелях, осипах і стінах (включаючи базальт, слюдяний сланець, піщаник, граніт і габро), які періодично вологі, але часто сухі. Зустрічається також у снігових пластах, але дуже рідко на літосолі. Цей вид зазвичай росте в більш сухих місцях, ніж інші види Andreaea, і відсутній у постійно вологих місцях.

## Характеристика
Andreaea rupestris утворює подушкоподібні газони невеликого або середнього розміру, коричнево-зелені або коричнево-червоні або чорнуваті, з рослинами висотою приблизно 1–2 сантиметри. Щільно зібране листя не має листової жилки, зазвичай довжиною до міліметра, яйцеподібної або ланцетної форми, коротке і тупо загострене, часто злегка одностороннє, сухе лежаче до розпростертого, у вологому середовищі сильно розпростерте до рідко випростаного. Клітини листкової пластинки мають сильно потовщені клітинні стінки. Мох однодомний. Спорові коробочки утворюються часто, а спори дозрівають влітку. Куляста капсула розкривається чотирма широкими поздовжніми тріщинами. Спори часто розвинені нерівномірно, більші зелені спори мають розмір від 26 до понад 32 мкм, менші зморщені спори мають коричневий колір і приблизно від 20 до 24 мкм.

## Галерея

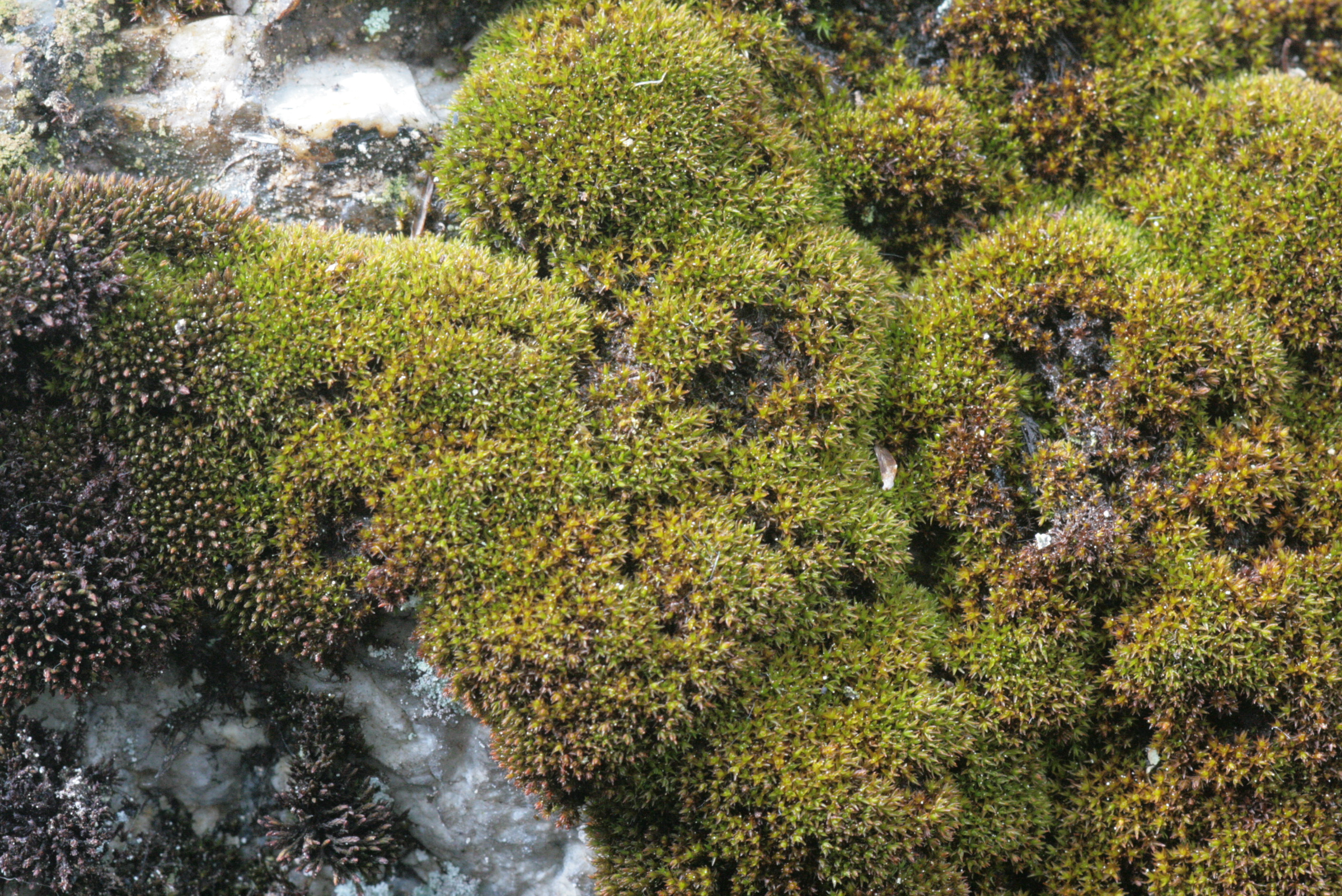
Рослина у вологому середовищі
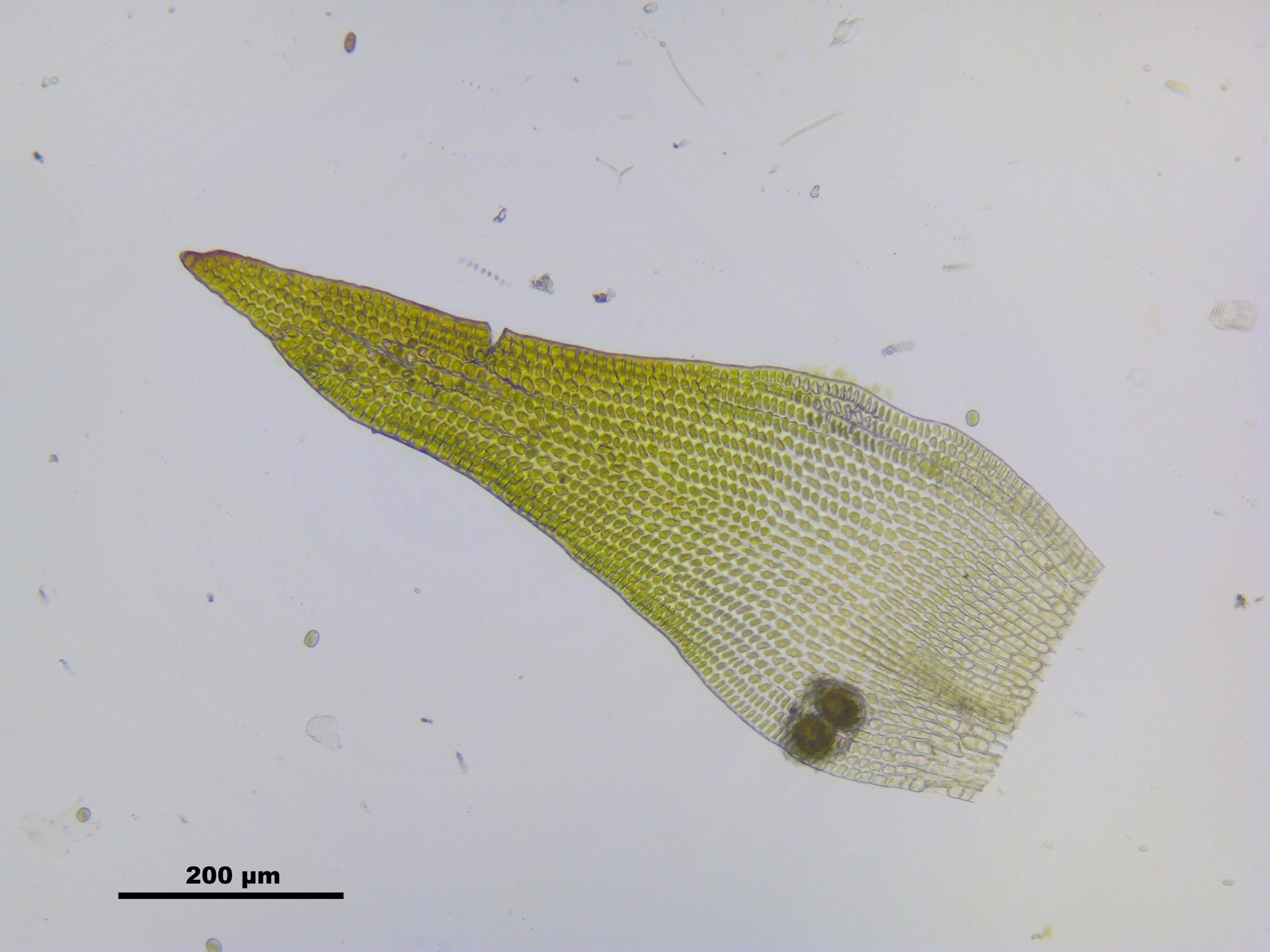
Листок
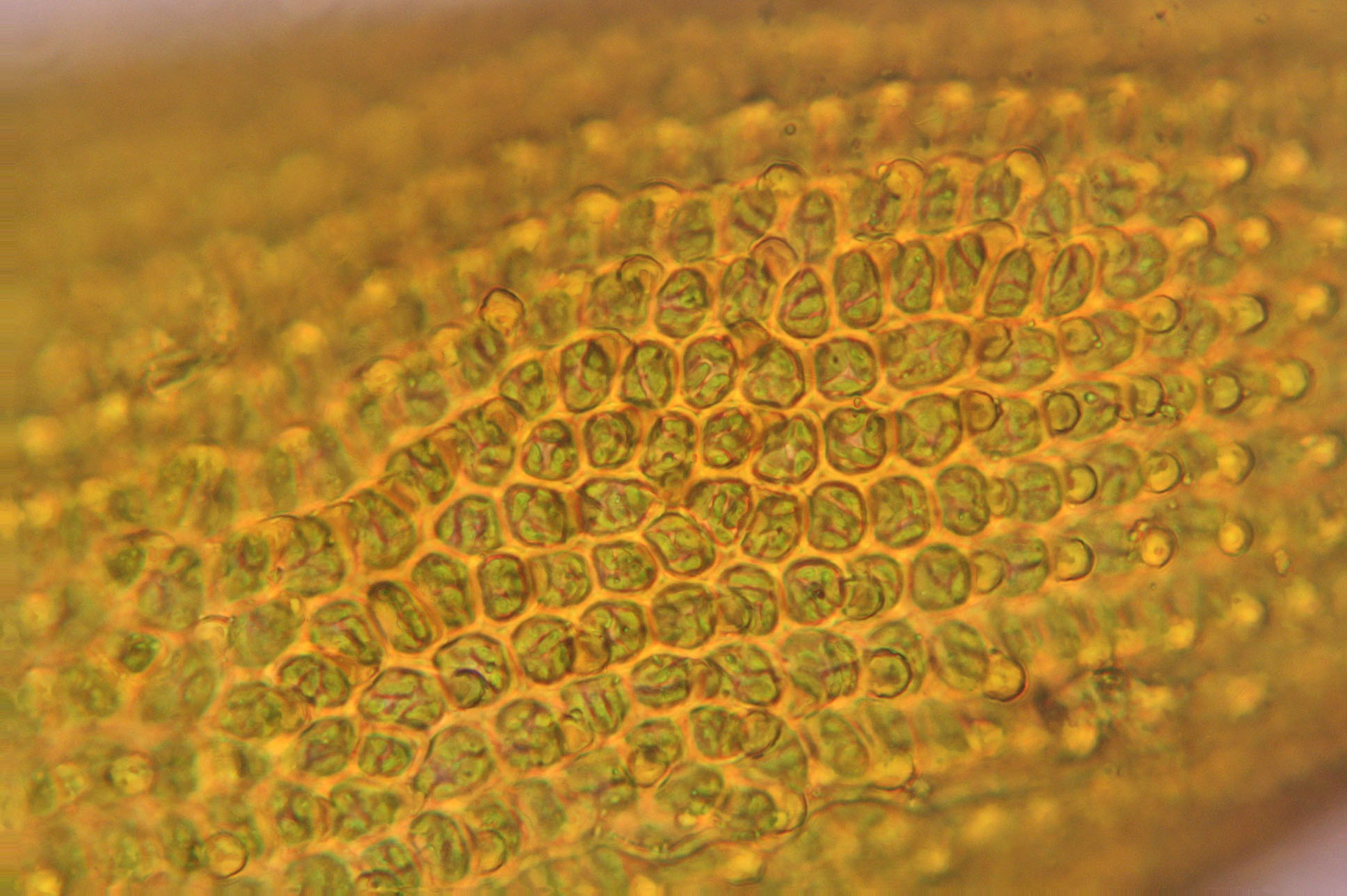
Клітини листя
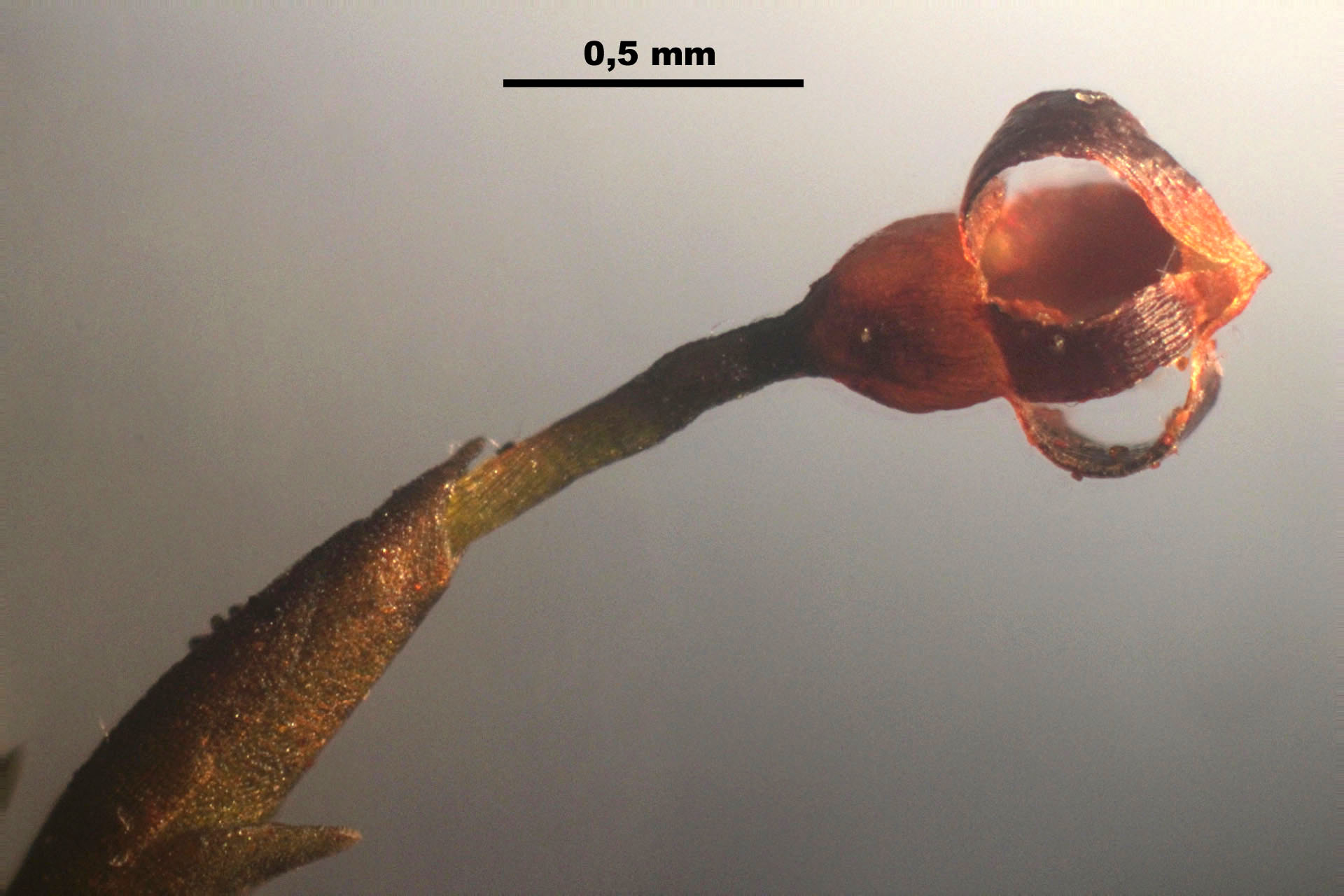
Спороносна капсула
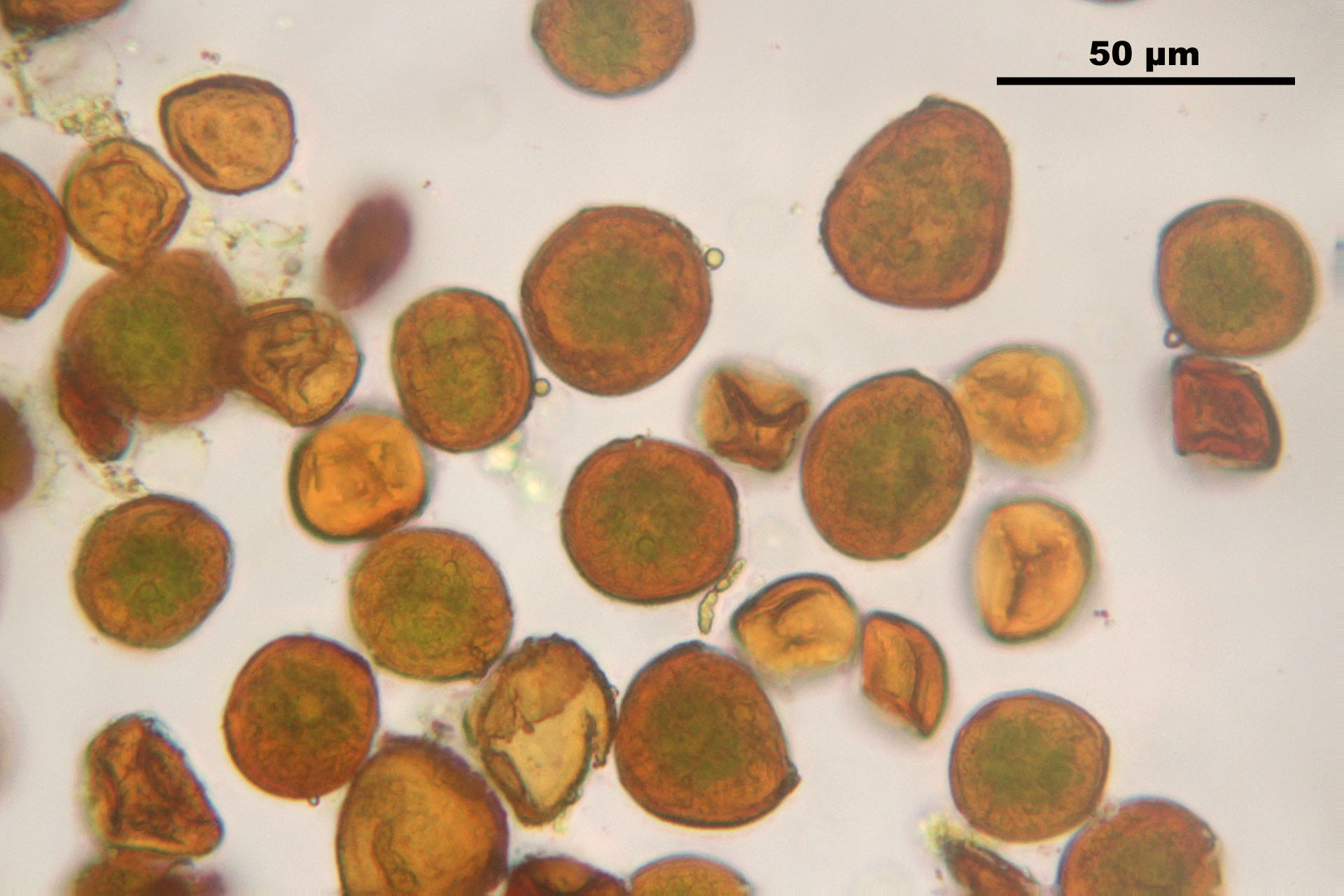
Спори